# Amegilla atribasis
Amegilla atribasis là một loài Hymenoptera trong họ Apidae. Loài này được Cockerell mô tả khoa học năm 1933.